# Rozbitówka
Rozbitówka es un pueblo ubicado en la gmina Tuczna, distrito de Biała Podlaska, voivodato de Lublin, Polonia.

## Superficie
Cuenta con una superficie de 4,180 kilómetros cuadrados.

## Demografía
Hasta 2011 la población era de 95 habitantes, con una densidad de población de 22,73 habitantes por kilómetro cuadrado. Estaba conformada por 48 hombres (50,5%) y 47 mujeres (49,5%), según el censo de la Oficina Central de Estadística.